# Чернова, Татьяна (снайпер)
Татьяна Чернова (упоминается как Таня; род. 1920 — 2015?) — американка русского происхождения, снайпер. Участница Великой Отечественной войны.

## Вторая мировая война
В начале войны Татьяна Чернова, проживающая на территории современной России, отправилась за бабушкой и дедом в Белоруссию, чтобы вывезти их оттуда. На месте она узнала об убийстве близких родственников немецкими захватчиками и приняла решение отправиться на фронт.
Татьяна Чернова с небольшой группой добровольцев отправилась в Сталинград. Чтобы добраться до русских позиций, им пришлось пройти через канализационную систему города. Она поступила в снайперскую школу Василия Зайцева и стала одним из лучших снайперов. Их группа называлась «Зайцы», как имя их командира и наставника.
Татьяна с группой активно принимали участие в уничтожении врага на территории Советского Союза. Лично ей приписывают уничтожение 24 нацистов.
Во время обучения профессии снайпера, Татьяна Чернова и Василий Зайцев стали парой и собирались позже пожениться. Но война внесла свои корректуры в планы влюблённой пары. Во время выполнения опасного задания покушения на фельдмаршала Паулюса, небольшая группа, переходя линию фронта, вышла на необозначенное минное поле. Впереди идущая женщина-боец наступила на мину и отлетевшим осколком Татьяна Чернова была тяжело ранена в живот. Задание было сорвано, Чернову срочно госпитализировали в Ташкент. После проведения успешной операции и лечения, Чернова вскоре вернулась в строй и стала разыскивать жениха. Новость о гибели Зайцева под Сталинградом позднее оказалась дезинформацией. После войны Татьяна Чернова вышла замуж, но по причине тяжёлого ранения не могла иметь детей.

## Жизнь после войны
В 1969 году Татьяна Чернова дала интервью американскому журналисту Уильяму Крейгу. Американец оказался осведомлён о работе Черновой снайпером в составе группы «Зайцы». Удивлённая странной ориентированностью в подробностях её жизни, Чернова с удивлением узнала о встрече журналиста с Василием Зайцевым и о том, что именно от него получил информацию.

## О книге
В книге «Враг у ворот: Битва за Сталинград» на основе интервью с Черновой Крейг писал: «Спустя более четверти века после своей вендетты против врага, седеющий снайпер до сих пор называет убитых ею немцев „палками“, которые она сломала. Долгие годы после войны женщина-снайпер была уверена, что её жених Василий Зайцев умер от тяжёлых ран. Только в 1969 году она узнала, что бывший возлюбленный выжил, поправился и позднее завёл семью. Новость ошеломила её и заставила вспомнить прошлое…»
В книге есть повествование о любовном треугольнике между комиссаром Даниловым, Черновой и Зайцевым, которое английский военный историк Энтони Бивор охарактеризовал как художественный вымысел.

## Критика
Историк Энтони Бивор в своём исследовании поставил под сомнение правдивость утверждений Черновой, опубликованных в книге. Англичанин приводил доводы, хотя и бездоказательные, на отсутствие во время второй мировой войны на фронте советских женщин-снайперов. В противовес историку, автор книги Уильям Крейг приводит в подтверждение действий Черновой слова советского снайпера Василия Зайцева, её тренера и командира.

## Фильм по мотивам подвига Татьяны Черновой
Актриса Рэйчел Вайс сыграла в фильме «Враг у ворот» (2001 год) героиню, основанную на Татьяне Черновой. В фильме женщина-снайпер — жительница Сталинграда, рядовая в местном ополчении. Став снайпером и выполнив множество опасных заданий, Чернова становится разведчицей, куда её переводят подальше от передовой. Зайцев находит её в полевом госпитале, где она восстанавливается после ранения. Конец фильма более оптимистичный, чем в жизни.